# Wiktor Haglauer
Wiktor Haglauer (ur. 26 stycznia 1931 w Poznaniu, zm. 10 maja 2025) – polski koszykarz, reprezentant kraju, multimedalista mistrzostw Polski, po zakończeniu kariery zawodniczej trener koszykówki.
W szkole średniej trenował koszykówkę (Lech), piłkę ręczną (AZS), wioślarstwo (KW 04). 
W latach 1954–1989 pracował jako nauczyciel w-f w I Liceum Ogólnokształcącym w Poznaniu. Równocześnie grał w koszykówkę w barwach Lecha, a następnie trenował tę drużynę. 
Jego żona Bożena była mistrzynią i reprezentantką Polski w koszykówce. 19 maja 2025 został pochowany na cmentarzu junikowskim w Poznaniu.

## Osiągnięcia

### Zawodnicze
- Mistrz Polski (1955, 1958)
- Brązowy medalista mistrzostw Polski (1956, 1959)
- Zdobywca pucharu Polski (1954, 1955)
- Uczestnik rozgrywek Final Four Pucharu Europy Mistrzów Krajowych (1958/1959 – 3. miejsce)[4]

### Trenerskie
- Wicemistrzostwo Polski (1961)
- Finał pucharu Polski (1970, 1975)

### Inne
- Otrzymał Krzyż Kawalerski Orderu Odrodzenia Polski